# Vila Bělka
Vila Bělka je letohrádek nacházející se ve svahu nad nuselským údolím v ulici Na Bučance v Praze 4- Nuslích pod hradbami Vyšehradu (bastion - bezejmenná rohatka proti Nuslím).

## Historie
Již před rokem 1769 zde (Nusle čp. 48) stála venkovská usedlost se sadem. Založil ji Josef Ignác Buček z Heraltic, podle nějž se usedlost nazývala Bučanka. 
O sto let později usedlost koupil pražský purkmistr Václav Bělský (1818–1878) a se svým bratrem Janem ji nechal přestavět v novogotickém stylu. Václav Bělský měl velké zásluhy při výstavbě tehdejší Prahy, za což získal v roce 1866 čestné občanství. Jeho bratr Jan Bělský byl známým architektem a stavitelem vily. Název "Bělka" se tehdy přenesl na prostor dnešního předmostí Nuselského mostu, kde již před první světovou válkou vznikl v místech Kongresového centra fotbalový stadionek klubu SK Nusle. Vilu obklopuje ve svahu Nuselského údolí rozlehlá zahrada se vzrostlými stromy.
Na přelomu 19. a 20. století patřila vila Josefu Österreicherovi. V době nacistické okupace byl objekt coby židovský majetek zabaven a sídlilo zde gestapo. 
Po válce se stala rezidencí britského velvyslance a dnes je v soukromém vlastnictví.
Poslední rekonstrukce objektu po převedení do osobního vlastnictví prováděla firma SAPROS.s.r.o. kolem poloviny 90. let. 20. stol. Stavbyvedoucí
se jmenoval: Josef Satorie, který rekonstruoval také například Chvalský zámek.

## Další informace
Ze zahrady nuselského pivovaru vzlétl 8. srpna 1877 Josef Vydra balonem a asi po deseti minutách bez problému přistál u letohrádku pana Bělského.